# Портрет Отто Фёдоровича Кнорринга
«Портрет Отто Фёдоровича Кнорринга» — картина Джорджа Доу и его мастерской, из Военной галереи Зимнего дворца.
Картина представляет собой погрудный портрет генерал-майора Отто Фёдоровича Кнорринга из состава Военной галереи Зимнего дворца.
К началу Отечественной войны 1812 года генерал-майор Кнорринг был шефом Новгородского кирасирского полка и командовал 2-й кирасирской дивизией, участвовал в первых сражениях при отражении нашествия Наполеона, однако скоропостижно скончался в начале августа 1812 года.
Изображён в генеральском мундире, введённом для кавалерийских генералов 6 апреля 1814 года — Кнорринг такой мундир из-за ранней смерти носить не мог и должен был быть изображён в мундире образца 1808 года с двумя рядами пуговиц. Слева на груди звезда ордена Св. Анны 1-й степени; на шее крест ордена Св. Владимира 3-й степени; справа на груди крест ордена Св. Георгия 4-го класса и серебряная медаль «В память Отечественной войны 1812 года» на Андреевской ленте — изображена ошибочно: этой медалью Кнорринг не был награждён, поскольку она была учреждена лишь спустя полгода после его смерти. Подпись на раме: О. Ѳ. Кноррингъ 3й, Генералъ Маiоръ.
7 августа 1820 года Комитетом Главного штаба по аттестации Кнорринг был включён в список «генералов, заслуживающих быть написанными в галерею» и 25 июля 1821 года император Александр I приказал написать его портрет. Гонорар Доу был выплачен 25 апреля 1823 года и 21 июня 1827 года. Готовый портрет поступил в Эрмитаж 8 июля 1827 года. Предыдущая сдача готовых портретов была 18 октября 1826 года, соответственно картина датируется между этими числами. Поскольку Кнорринг скончался в августе 1812 года, то художник вероятно в работе воспользовался портретом-прототипом, доставленном ему от родственников генерала. Современное местонахождение прототипа не известно.
В. К. Макаров счёл этот портрет совершенно лишённым сходства с типичными работами Доу. Хранитель британской живописи в Эрмитаже Е. П. Ренне поддержала его мнение.